# Bonica ’82 (Rose)
Die Floribunda-Rose ‘Bonica ’82’, auch ‘Demon’ oder ‘Bonica Meidiland’, wurde von Meilland 1982 eingeführt. Sie ist ein Abkömmling von (Rosa sempervirens × ‘Mlle Marthe Caron’) × ‘Picasso’. Ihre Blüten sind mittelgroß, gefüllt, kräftig rosa und wachsen in Büscheln zu je fünf bis zehn. Die Rose wird 40–60 cm hoch und ist für Flächenpflanzungen, Kübel, als Rosenhecke, auf Gräbern und als Schnittrose geeignet.
‘Bonica ’82’ ist pflegeleicht, kann Halbschatten vertragen und ist robust, dauerblühend, sehr frosthart, widerstandsfähig gegen Sternrußtau und salztolerant; gegen Mehltau ist sie nur bedingt resistent.
2003 wurde sie zur Weltrose gewählt.

## Auszeichnung
- ADR-Rose 1982
- All American Selection 1986
- Bagatelle 2. Platz 1988
- Weltrose 2003